# Chrono
La sèrie Chrono és una franquícia de videojocs de Square Enix. Va iniciar en 1995 amb el videojoc de rol Chrono Trigger, que va donar lloc a dues seqüeles: Radical Dreamers i Chrono Cross. Un altre possible videojoc de la sèrie, registrat amb el nom Chrono Break, va ser abandonat per l'equip de treball que ho estava desenvolupant.
Un anime promocional i humorístic va ser creat sobre la base de Chrono Trigger, usant personatges secundaris del videojoc. El video va ser mostrat al juliol de 1996 en el festival japonès V-Jump.
Els videojocs de la sèrie Chrono han estat generalment reeixits en vendes, rebent a més crítiques positives.

## Disseny
Chrono Trigger va ser produït en 1995 per Kazuhiko Aoki i dirigit per Akihiko Matsui, Yoshinori Kitase i Takashi Tokita. El projecte de desenvolupament del joc va ser anomenat "Dream Project" (Projecte de somni), a causa que era encapçalat pel "Dream Team" (Equip de somni), compost pel supervisor Hironobu Sakaguchi, de la sèrie Final Fantasy, el supervisor independent Yuuji Horii, i el dissenyador de personatges Akira Toriyama, aquests dos últims de la sèrie Dragon Quest. Horii va treballar en la línia general de la història del joc, enfocant-se en la trama de viatges temporals a causa del seu gust per aquesta branca de la ficció. El llibret del joc va ser posteriorment finalitzat pel planador d'històries Masato Kato.
En 1996, Masato Kato i diversos altres membres de l'equip de Chrono Trigger van treballar en un projecte menor per a l'extensió Satellaview del Super Famicom, titulat Radical Dreamers: Nusumenai H?seki. Inicialment, el joc estava planejat com una aventura basada en text, curta i original, desenvolupada en 3 mesos amb poca planeación. No obstant això, en finalitzar el desenvolupament, Masato Kato va connectar la història i els personatges del joc a aquells de Chrono Trigger, convertint al nou joc en una història lateral. Les connexions entre els dos jocs es van deixar difuses a propòsit, i no van ser advertides en el llançament del joc, de manera que solament fossin recognoscibles per aquells que poguessin entendre-les.
En 1999, una continuació de Chrono Trigger cridada Chrono Cross va ser anunciada. Encara que el Dream Team no participava en el desenvolupament de Chrono Cross, el joc va ser evolucionat principalment pel mateix grup de treball del primer joc. Quant al sistema bàsic de joc, el productor Hiromichi Tanaka va deixar clar que el nou joc no era una seqüela de Chrono Trigger; en comptes d'això, la idea dels dissenyadors era fer evolucionar la jugabilitat al costat del maquinari, creant un joc completament nou que aprofités al màxim les bondats de la consola. A pesar que la jugabilitat de Chrono Cross s'enfoca en el tema dels universos paral·lels en comptes del viatge en el temps, aquesta última temàtica està profundament involucrada en la trama del joc. Parlant de la història del joc, Chrono Cross va ser descrit pel director i creador d'escenaris Masato Kato com "un altre Chrono", no com un "Chrono Trigger 2".

## Música
La música dels jocs de la sèrie va ser composta principalment per Yasunori Mitsuda, sent Chrono Trigger el primer dels jocs pels quals ell va treballar. Després que Mitsuda abandonés el projecte després de contreure úlceres estomacales, el compositor de Final Fantasy Nobuo Uematsu va ingressar a l'equip de treball, component 10 cançons. En el moment del llançament del joc, la quantitat de cançons i efectes de so que aquest contenia no tenia precedents en els videojocs.
En 1999, Yasunori Mitsuda, convertit en un compositor independent, va ingressar al projecte Chrono Cross a compondre la música del joc, després de contactar amb Masato Kato. Mitsuda va decidir centrar el seu treball en música amb influències culturals del món antic, incloent música Mediterrània, Fado, Cèltica, i africana de percussió. Tomohiko Kira, qui va contribuir també en Xenogears, va tocar la guitarra en els temes d'obertura i final del joc. Noriko Mitose, seleccionada per Masato Kato, va cantar la cançó del final del joc, "Radical Dreamers Li Trésor Interdit". Mitsuda estava feliç de completar almenys la meitat del que havia planejat.
En 2006, Mitsuda va realitzar arranjaments de versions de la música de la sèrie Chrono per als concerts musicals de videojocs Play!, presentant els temes principals de Chrono Trigger i Chrono Cross, així com els temes "Frog's Theme", i "To Far Away Times", ambdós de Chrono Trigger.

## Recepció i crítica
| Joc                      | Metacritic | Game Rànquings |
| ------------------------ | ---------- | -------------- |
| Chrono Trigger           | ?          | 95%            |
| Radical Dreamers         | ?          | ?              |
| Chrono Cross             | 94 de 100  | 92%            |
| Final Fantasy Chronicles | 89 de 100  | 87%            |

Els videojocs de la sèrie Chrono han estat generalment reeixits en vendes i qualificacions. Chrono Trigger va vendre més de 236.000 còpies al Japó i 290.000 anés d'aquest país. Les primeres 200,000 còpies venudes al Japó van ser lliurades en només dos mesos. El joc també va tenir èxit en llançar-se als Estats Units, i el seu posterior llançament en PlayStation com a part del paquet Final Fantasy Chronicles va encapçalar les llistes de vendes de PlayStation del grup NPD per al voltant de 6 setmanes.
Chrono Trigger ha estat situat en totes les llistes de l'assetjo web IGN de "els 100 millors jocs de la història", apareixent per primera vegada en l'any 2004, i situant-se en el 4to posat. Chrono Trigger va figurar en el 6to lloc de la llista al començament de 2005, descendint a la posició 13 en finalitzar l'any. Posteriorment, el joc va aparèixer en la llista en els anys 2006 i 2007, quedant en les posicions 2 i 18, respectivament. GameSpot va incloure a Chrono Trigger en la versió d'abril de 2006 de la llista de "els millors jocs de tots els temps", i el joc a més va aparèixer en el lloc 28 en una enquesta conduïda per la revista japoneza Famitsu, que buscava compilar una llista dels "100 millors de tots els temps".
La música de la sèrie també ha gaudit d'àmplia popularitat. IGN va comentar que Chrono Trigger té "una de les millors bandes sonores de videojoc mai produïdes".

## Videojocs

### Chrono Trigger
Chrono Trigger (クロノ・トリガー, Kurono Torigā) és un joc de Super Nintendo, llançat l'11 de març de 1995 al Japó i el 22 d'agost de 1995 en Estats Units. La història del joc segueix les aventures d'un grup d'aventurers liderats per un jove anomenat Crono, els qui accidentalment són transportats a través de la història a través de portals. Després d'assabentar-se que el món serà destruït en el futur distant, viatgen a través de la història buscant els mitjans per prevenir el desastre i salvar el planeta. Chrono Trigger va ser rellançat para PlayStation en 1999 al Japó, i en 2001 als Estats Units, com a part de la compilació Final Fantasy Chronicles. Posteriorment, el 20 de novembre de 2008, va ser llançada una tercera versió, aquesta vegada per Nintendo DS.
Actualment, se segueix coneixent com un dels millors jocs mai creats.

### Radical Dreamers
Radical Dreamers: Nusumenai Hōseki (ラジカル・ドリーマーズ -盗めない宝石-, Rajikaru Dorīmāzu -Nusumenai Hōseki-, lit. 'Radical Dreamers: la joia que no pot ser robada') és un videojoc japonès llançat en 1996 pel Super Famicom a través de la seva extensió Satellaview. En el joc, que és una aventura conversacional, el jugador ha de prendre el paper de Serge, un jove aventurer, i els seus companys Kid i Gil, una lladre adolescent i un mag emmascarat. És una història alterna de Chrono Trigger, basada en un dels finals del seu predecessor.

### Chrono Cross
Chrono Cross (Kurono Kurosu) va ser llançat pel PlayStation el 18 de novembre de 1999 al Japó i el 15 d'agost de 2000 a Amèrica del Nord. La història del joc és parcialment un remake de la de Radical Dreamers, a la qual va reemplaçar com la successora de la trama de Chrono Trigger. El protagonista, Serge, es troba en una realitat alterna en la qual ell va morir quan era nen. Buscant conèixer el seu passat, coneix a Kid, una lladre que busca un misteriós artefacte anomenat Frozen Flame. La destinació dels dos protagonistes finalment troba les seves arrels en els esdeveniments de Chrono Trigger.

### Chrono Break
Chrono Brake i Chrono Break són els noms de dues marques registrades pertanyents a Square Co.; la primera va ser registrada al Japó el 5 de novembre de 2001, i la segona als Estats Units el 5 de desembre del mateix any.
Els registres de les marques van ser precedits per un reporti de premsa en el qual Hironobu Sakaguchi va esmentar que l'equip de Chrono Cross estava interessat a desenvolupar un nou joc en la sèrie Chrono, i que idees per a l'argument del mateix estaven sent considerades. Malgrat això, Square no va publicar notícies posteriorment, i la marca americana Chrono Break va ser finalment alliberada el 13 de novembre de 2003.

### Altres videojocs
Tres títols més van ser llançats mitjançant el Satellaview en 1995. El primer va ser Chrono Trigger: Jet Bike Special, un videojoc de carreres basat en el minijoc del Chrono Trigger original. Els altres dos títols van ser Chrono Trigger: Character Library i Chrono Trigger: Music Library, dues col·leccions que incloïen perfils dels personatges i monstres del videojoc, i la banda sonora d'aquest, respectivament. Els continguts de les dues llibreries van ser posteriorment inclosos com a extres en la versió de Chrono Trigger de PlayStation.

## Dimensional Adventure Numa Monjar
Dimensional Adventure Numa Monjar (時空冒険ヌウマモンジャー, Jikuu Bouken Nuumamonjaa, lit. "Aventures del temps i l'espai: Nuumamonjaa") és un anime promocional i humorístic de 16 minuts, que va ser difós en el festival V-Jump japonès del 31 de juliol de 1996. Va ser creat per Production I.G i escrit per Hiroshi Izawa i Akihiro Kikuchi, i dirigit per Itsuro Kawazaki, explicant a més amb Tensai Okamura com a director d'animació i Riho Nishino com a dissenyador de personatges. Mai va ser llançat comercialment.
La història de l'animi té lloc en la nit anterior a l'inici de la Fira del Mil·lenni de Chrono Trigger. Té com a protagonistes principals a un Nu i un Poyozo, i com a personatges addicionals al robot Johnny i a Gat; tots aquests personatges apareixen com a personatges i criatures secundàries en el joc original. L'animi mostra les travesuras que Nu i Mamo realitzen aquesta nit, quan gran varietat de monstres arriben a través de portals a la plaça on es realitzarà la fira. A pesar que l'animi utilitza personatges i un escenari de Chrono Trigger, cap dels protagonistes del joc participa en el mateix: tan sols Crono i Lucca apareixen en l'animi uns instants com a simples observadors, en una escena al final del film.